# Szerafim Todorov
Szerafim Szimeonov Todorov (bolgárul: Серафим Симеонов Тодоров; Pestera, 1969. július 6. –) háromszoros világbajnok bolgár ökölvívó.

## Eredményei
- 1989-ben Európa-bajnok harmatsúlyban.
- 1989-ben ezüstérmes a világbajnokságon harmatsúlyban.
- 1991-ben Európa-bajnok harmatsúlyban.
- 1991-ben világbajnok harmatsúlyban.
- 1993-ban Európa-bajnok pehelysúlyban.
- 1993-ban világbajnok pehelysúlyban.
- 1995-ben világbajnok pehelysúlyban.
- 1996-ban ezüstérmes az Európa-bajnokságon pehelysúlyban.
- 1996-ban ezüstérmes az olimpián pehelysúlyban.

## Profi karrier
1998-ban profinak állt, de nem tudta megismételni amatőr sikereit, mindössze 6 mérkőzést vívott, amiből 5-öt nyert meg.